# Parafia Podwyższenia Krzyża Świętego w Korszach
Parafia Podwyższenia Krzyża Świętego w Korszach została założona 22.02.1910. Parafia należy do dekanatu Reszel. Jest to również Sanktuarium Matki Bożej Fatimskiej dla dekanatów:
Bartoszyce, Kętrzyn i Reszel. 
Do parafii należą: Korsze, Błogoszewo, Glitajny, Głowbity, Karszewo, Nunkajmy, Olszynka, Parys, Piaskowiec, Podlechy, Warnikajmy.

## Odpusty
Podwyższenia Krzyża Świętego (14 września) i Najświętszej Maryi Panny Ostrobramskiej (16 listopada) w Korszach; 
Matki Boskiej Nieustającej Pomocy (27 czerwca) w Parysie.

## Księgi metrykalne
- ochrzczonych od 1946,
- małżeństw od 1946,
- zmarłych od 1946.

## Kościoły
- Kościół parafialny pod wezwaniem Podwyższenia Krzyża Świętego w Korszach
  - historia
    - 1903 – budowa
    - 10 grudnia 1903 – poświęcenie
    - 1958 – rozbudowa
    - 18 października 1959 – konsekracja, bp. Tomasz Wilczyński
    - 1993 – restauracja świątyni, poświęcenie ołtarza i witraży
    - 2004 – budowa placu przed kościołem
- Kościół filialny pod wezwaniem Matki Boskiej Nieustającej Pomocy w Parysie
  - historia
    - 1370–1380 – budowa wschodniej części kościoła
    - ok. 1400 – budowa części zachodniej
    - I poł. XV w. – wzniesienie wieży
    - 1599 – restauracja kościoła
    - 1998–2001 – remont kapitalny dachu